# Chevrolet Corvette C7
El Chevrolet Corvette C7 fue presentado en 2013. La versión Stingray posee un motor LT1 V8 atmosférico de 6,2 litros, equipado con inyección directa de combustible y apertura de válvulas variable, que desarrolla 460 hp de potencia y 465 lb•ft de par motor máximo. El Stingray acelera de 0 a 100 km/h en menos de cuatro segundos y tiene una aceleración lateral de más de 1g. Se espera que sea el Corvette más eficiente de la historia, mejorando los 9 l/100 km de consumo de combustible del modelo actual de acuerdo al estimado de la EPA. Su interior cuenta con piezas de fibra de carbono, aluminio y materiales en piel cosidos a mano. La consola posee pantallas dobles de ocho pulgadas configurables para conductor e infoentretenimiento.

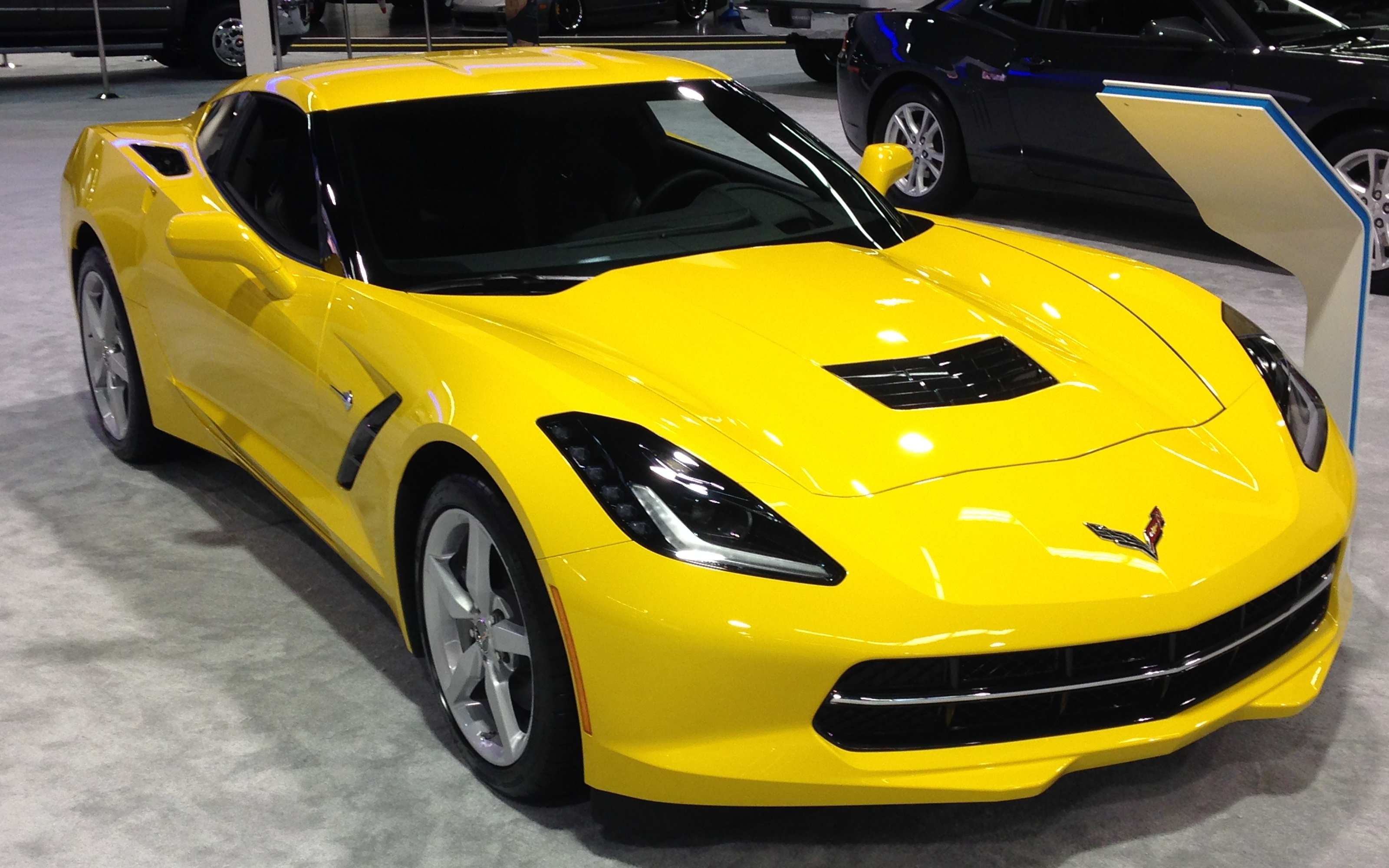
Corvette C7 amarillo

Materiales ligeros, incluyendo cofre y el panel de techo desmontable de fibra de carbono; defensas, puertas y paneles exteriores traseros de material compuesto; paneles inferiores compuestos de nanocarbono y un nuevo marco de aluminio que ayudan a pasar el peso hacia atrás para un balance de peso óptimo de 50/50, que permite una relación potencia-peso de clase mundial.

## Modelo 2014

### Producción
La producción y entrega de clientes del Corvette 2014 comenzó en septiembre de 2013. Corvette Bowling Green, Kentucky Montaje Tours de la planta comienzan de nuevo en octubre de 2013. Como se mencionó anteriormente, la fecha de anuncio oficial para el Corvette 2014 fue el 13 de enero de 2013.
Entrega de 2014 Corvette Stingray Coupe a los distribuidores comenzó el 18 de septiembre de 2013. La producción del Stingray Convertible comenzó a finales de 2013.
El Gen 5 motor de bloque pequeño utilizado en el 2014 Chevrolet Corvette Stingray fue construido en la planta de motor de Tonawanda de GM.
La primera producción 2014 Chevrolet Corvette Stingray Convertible se vendió en 2013 Barrett-Jackson Palm Beach a Hendrick Motorsports propietario Rick Hendrick por USD $ 1 000 000 en un Barbara Ann Karmanos Cancer instituto caridad lote.
Un mes desde la primera entrega Corveta Stingray en 2014, se habían entregado 485 vehículos, con el 38 % de los vehículos incluyen la transmisión manual de 7 velocidades, el 75 % de todas las órdenes incluyen el Paquete de Rendimiento Z51 (con el 54 % también seleccionado el sistema de suspensión magnética).

### Equipamiento
Las nuevas características de Corvette de la nueva generación incluyen un capó de fibra de carbono y panel de techo extraíble. Sus defensas, puertas y paneles traseros del cuarto permanecen el compuesto de la fibra de vidrio. El C7 utiliza aerogel, un material desarrollado por la NASA, para mantener el calor del túnel de transmisión de la transferencia en la cabina. Los paneles debajo del cuerpo están hechos de material compuesto "carbono-nano". El chasis está hecho de aluminio hidroformado. Las luces de cola traseras utilizan tecnología LED indirecta.
A pesar del uso creciente de aluminio y otros materiales ligeros, el peso total del coche sigue siendo el mismo que el de la generación anterior (C6)
El Corvette C7 ofrece una transmisión manual de siete velocidades hecha por Tremec que implementa la rev activa. El Corvette también proporciona un selector de modo de controlador con cinco configuraciones: Tiempo, Eco, Tour, Deporte y modo de pista. La campana C7 y las rejillas laterales y entradas ayudan a enfriar y estabilidad aerodinámica. El interior cuenta con una pantalla de conductor que permite al conductor para seleccionar de varios modos con hasta 69 fuentes de información diferentes, que van desde un temporizador de rendimiento interactivo a una exhibición de la temperatura de la banda de rodadura del neumático. Dos opciones de asientos están disponibles: un asiento de turismo deportivo para uso diario, y un asiento deportivo de competición para la conducción de la pista con pass-throughs para un arnés de carreras.
El nuevo motor Corvette LT1, el primero de la familia de motores Small Block de la serie Gen 5, retiene las varillas de empuje que actúan sobre el diseño de las válvulas aéreas. Implementa la inyección directa de combustible, la gestión activa del combustible (desactivación del cilindro) y la sincronización de válvulas continuamente variable.

## Corvette Stingray Coupe, paquete interior 3LT, paquete de rendimiento Z51

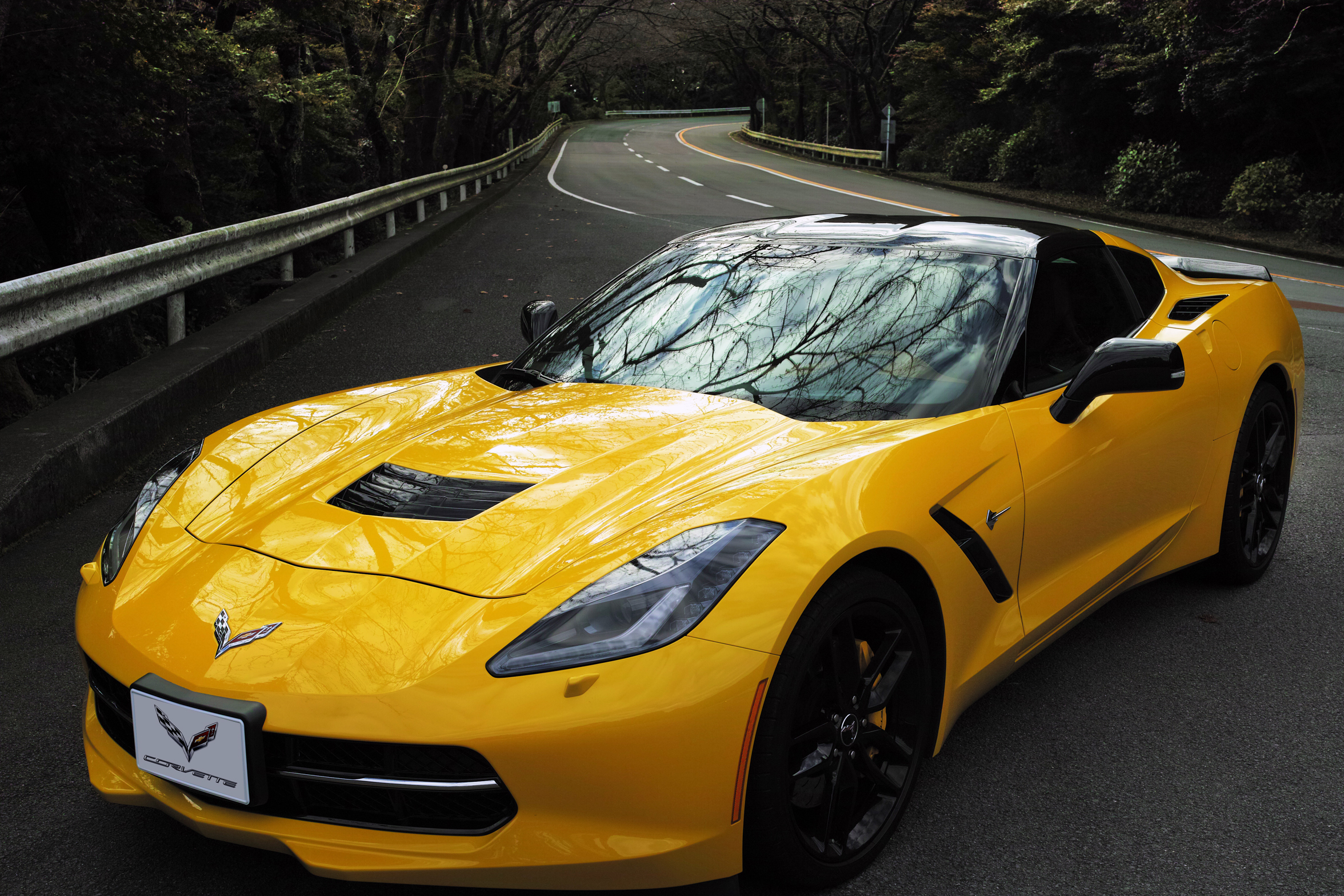
Chevrolet Corvette Z51 2014

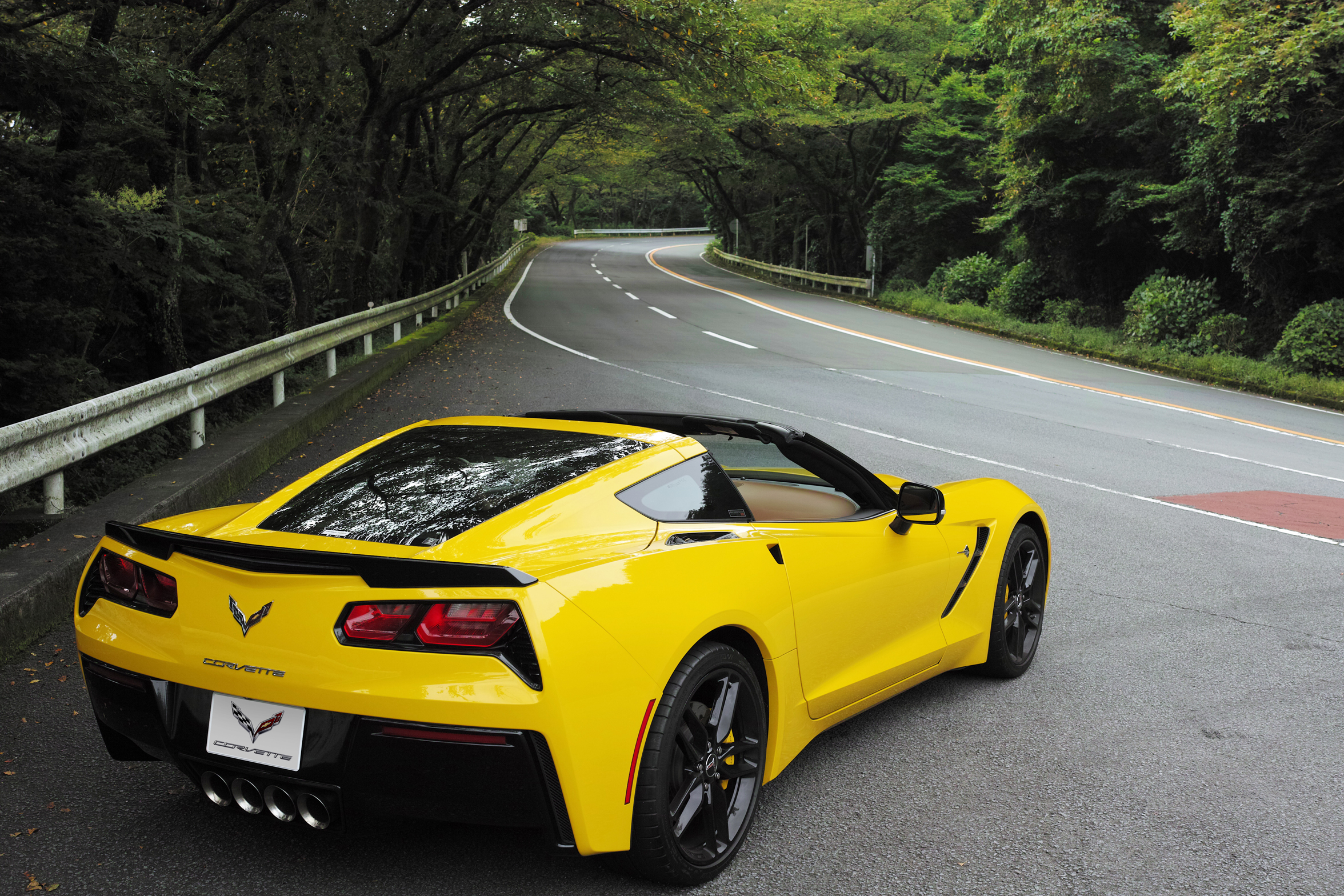
Chevrolet Corvette Z51 2014 vista trasera

El paquete interior 3LT incluye el sistema de audio Bose de 10 bocinas; Radio SiriusXM con suscripción por un año y receptor de radio HD; pantalla de visualización de color; paquete de memoria; sistema de navegación; asientos calefaccionados y ventilados con ajuste de columna y lumbar eléctrico; superficies de asiento de cuero Napa premium; y tablero y panel de instrumentos, paneles de consola y puerta envueltos en cuero.
El paquete de rendimiento Z51 incluye lubricación de cárter seco, engranaje específico de relación cerrada; sistema de refrigeración por transmisión; llantas de aleación forjadas traseras más grandes de 19 pulgadas delanteras y traseras de 20 pulgadas y llantas de doble compuesto; rotores ranurados más grandes y conductos de enfriamiento de los frenos; sistema de refrigeración diferencial diferencial diferencial y diferencial electrónico; ajuste único del chasis; y el sistema de manejo activo opcional Magnetic Ride Control con Performance Traction Management. Su altura del centro de gravedad es de 17½ "; más bajo que el Lotus Elise.
El Corvette Stingray Coupe se presentó por primera vez en 2013 con el paquete interior 3LT y el interior forrado en cuero (8005 $), Z51 Performance Package (2800 $), asientos deportivos de competición (2495 $), panel de techo de fibra de carbono vista (1995 $), Magnetic Ride Control con Performance Traction Management (1795 $), sistema de escape de doble modo (1195 $), interior de fibra de carbono (995 $), gamuza, microfiber tapizado interior superior (995 $), pinzas pintadas de rojo (995 $) y ruedas pintadas de negro (495 $), seguidas por la Reunión de Monterrey de Automovilismo 2013, 2014 Kagawa import car show.
El modelo de los Estados Unidos salió a la venta en el tercer trimestre de 2013 como el vehículo del año modelo 2014. Los primeros modelos incorporaron el manual TREMEC TR6070 de 7 velocidades con ajuste de revoluciones para cambios hacia abajo y hacia arriba, o la transmisión automática de cambio de paletas Hydramatic 6L80 de 6 velocidades optimizada para la gestión activa del combustible.
El preorden para el modelo japonés comenzó entre el 6 de julio de 2013 y el 25 de agosto de 2013. Las ventas de Corvette Stingray Coupe y la versión Z51 estaban programadas para comenzar en 2014-04-12.

## Chevrolet Corvette Stingray Convertible

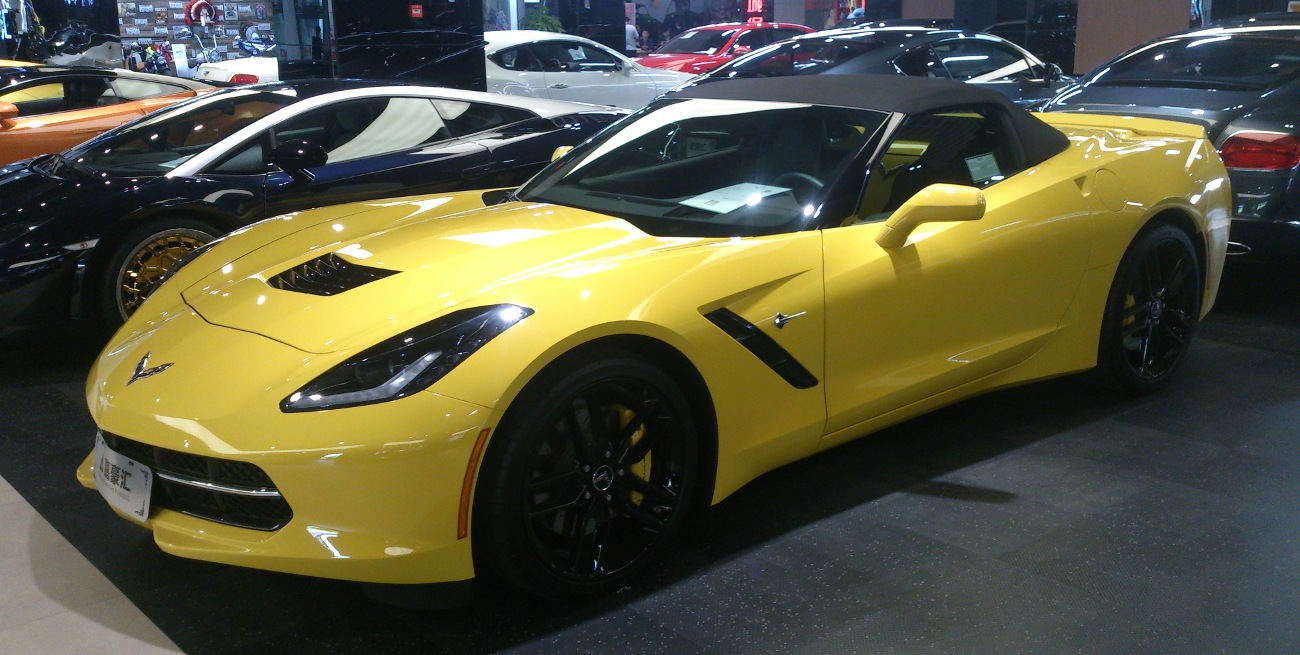
Chevrolet Corvette C7 Convertible

Esta es una versión del Corvette Stingray 2014 con un techo de tela de accionamiento eléctrico. El techo se puede abrir a velocidades de hasta 30 mph (50 km/h).
El 2014 Corvette Stingray Convertible se dio a conocer en el Salón de Ginebra de 2013.
El modelo japonés salió a la venta en 2014-05-24. Los primeros modelos incluyen transmisión automática de 6 velocidades.

## 2013 conceptos de SEMA
El concepto Corvette Stingray Gran Turismo es una versión del Corvette Stingray Coupe 2014 presentado en el videojuego Gran Turismo 6, con esquema de pintura exterior personalizado, faros tintados en amarillo, alerón trasero de fibra de carbono, capucha de fibra de carbono y diseño extractor, kit de efectos de suelo con balancines de fibra de carbono y divisor delantero, puntas de escape, gancho de remolque delantero de estilo racing, parrilla delantera, guardabarros delantero y cuartos traseros, asientos Competition Sport, arneses de carreras para conductores y pasajeros, volante de fondo plano, barra de cinturón de seguridad forrada en cuero y llaves traseras.
Corvette Stingray Convertible Atlantic concept es una versión del 2014 Corvette Stingray Convertible con hoja color plata, divisor frontal metálico flash de carbono, extensiones de balancín y difusor inferior trasero, carcasa de faros fundidos grises y acentos de capucha, un paquete interior envuelto en gamuza, accesorios Chevrolet (19x8.5 pulgadas delanteras y 20x10 pulgadas traseras cromadas de cinco radios, tapas de rueda con el guion Stingray, forro debajo del capó con el logo de Stingray, portatarjetas trasero de carbono metálico, protectores contra salpicaduras moldeadas, parabrisas montado detrás los asientos, equipaje personalizado, tapetes de piso de primera calidad, placas de umbral, apoyabrazos central bordado con el logotipo de Stingray) y transmisión automática de seis velocidades.
El concepto Corvette Stingray Coupe Pacific es una versión del Corvette Stingray Coupe 2014 inspirado en la cultura de la costa oeste, con antorchas de color rojo, Z51 Performance Package, una capucha de fibra de carbono, un tejido visible de fibra de carbono en el panel de techo extraíble, un satén -desviador delantero negro y extensiones de balancines, alerón trasero Z51 en Carbon Flash Metallic, un paquete de gráficos flash de carbono, un kit de fibra de carbono, asientos deportivos de competición, un volante de fondo plano con acabado de fibra de carbono, transmisión manual de siete velocidades, y accesorios de Chevrolet (llantas delanteras de 19x8.5 pulgadas delanteras y 20x10 pulgadas traseras de color negro satinado con una franja roja).
Los vehículos se dieron a conocer en el 2013 SEMA Show.

## 2014 Corvette Stingray Coupe Premiere Edition
Es una versión limitada (500 unidades) del Corvette Stingray Coupé 3LT 2014 con color de cuerpo Laguna Blue Tintcoat, interior de gamuza Brownstone, molduras interiores revestidas de gamuza, paquetes interiores de fibra de carbono, techo de fibra de carbono visible, sistema de escape de rendimiento sintonizado variable, Paquete de rendimiento Z51, control magnético de recorrido selectivo, banda de campana "stinger", "Stingray" -logo placas de umbral interiores y tapas de ruedas, equipaje personalizado con marca Corvette de Thule, un número de identificación de vehículo único que comienza con 300001 y una exclusiva placa de tablero.

## 2014 Corvette Stingray Convertible Premiere Edition
Es una versión limitada (550 unidades) del Corvette Stingray Convertible 3LT con color verde Lime Rock Green, interior de gamuza Brownstone, acabado interior envuelto en gamuza, acentos de fibra de carbono, sistema de escape de rendimiento sintonizado variable, Z51 Performance Package, control magnético de conducción selectiva, ruedas únicas con "Stingray", tapas de centro de logo, placas de umbral interiores "Stingray", un conjunto de cinco piezas de equipaje de la marca Corvette de Thule (del catálogo Corvette Accessories) y una secuencia de VIN única que comienza con 400001, en placas de tablero únicas.
El modelo estadounidense salió a la venta por $ 77 450, incluidas las tarifas de destino y entrega, y se esperaba que llegara a los concesionarios a principios de 2014.

## Modelo 2015

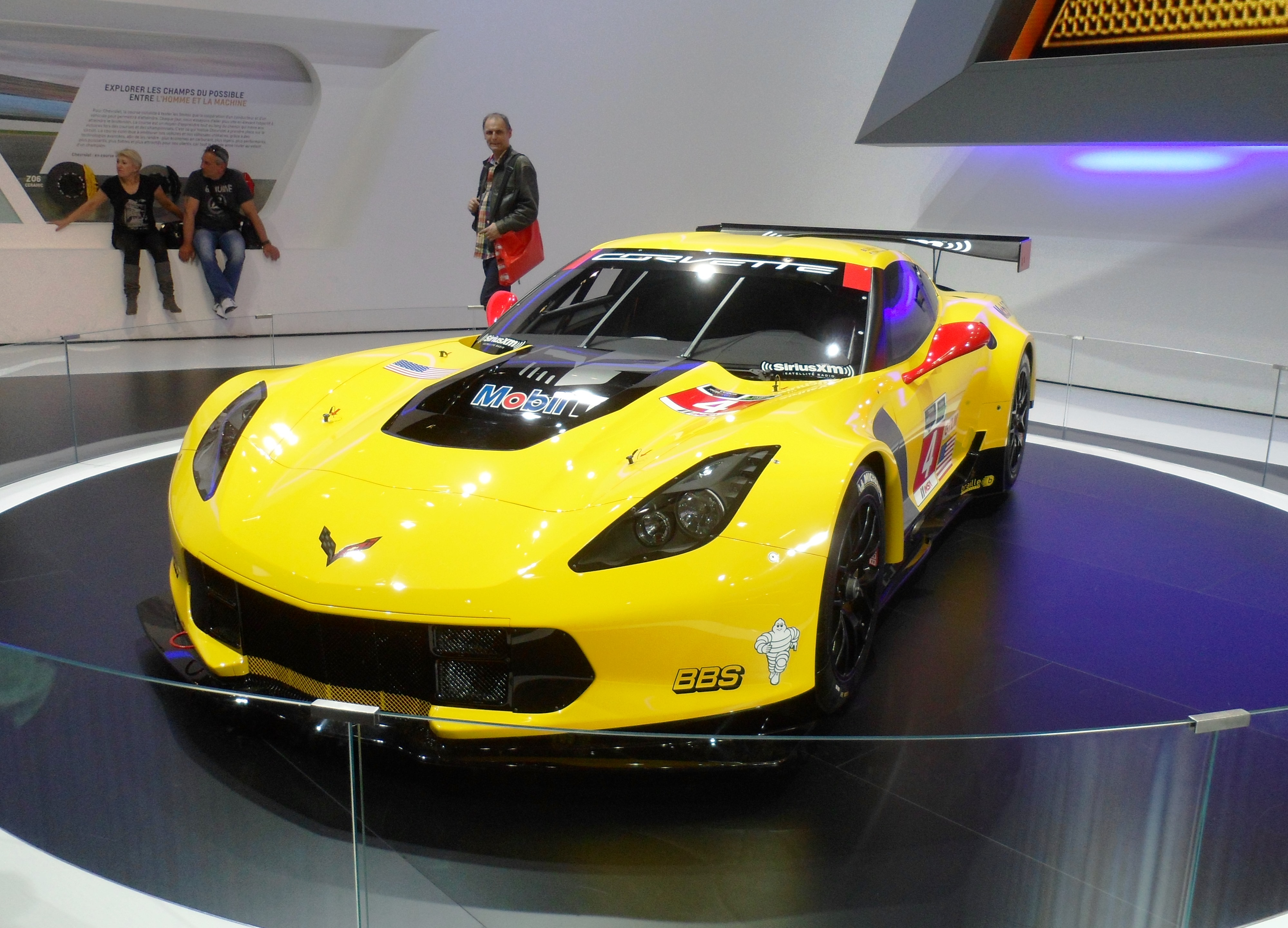
Chevrolet Corvette C7.R

## Producción
La transmisión automática 8L90 de ocho velocidades utilizada en el Corvette se construirá en las instalaciones de transmisión de GM en Toledo, Ohio.
Los marcos de aluminio del Corvette Z06 y del C7. R 2015 se producirán en la planta de ensamblado de Bowling Green, Kentucky.

## Grabador de Datos de Rendimiento (PDR)
Grabador de Datos de Rendimiento incluye:
- Una cámara de alta definición de 720p montada dentro del borde del parabrisas del parabrisas, que registra el punto de vista del conductor a través del parabrisas, con audio grabado a través de un micrófono dedicado en la cabina.
- Un grabador de telemetría independiente. El sistema usa un receptor de GPS dedicado que opera a 5 Hz, cinco veces más rápido que el sistema de navegación en el tablero, para un posicionamiento más preciso y trazas de esquina. La grabadora también está conectada a la red de área de controlador (CAN) de Stingray para acceder a la información del vehículo, desde la velocidad del motor y la selección de la transmisión hasta la fuerza de frenado y el ángulo del volante.
- Una ranura para tarjeta SD dedicada en la guantera para grabar y transferir datos de video y vehículos.

El sistema PDR puede grabar video con tres opciones de superposición de datos, cada una representada en tiempo real:
- Modo de seguimiento: muestra el nivel máximo de datos en la pantalla, incluida la velocidad, rpm, g-force, un mapa basado en la ubicación, tiempo de vuelta y más.
- Modo deportivo: muestra menos detalles sobre la superposición, pero incluye datos clave como la velocidad y la fuerza g.
- Modo de recorrido - sin superposición de datos; simplemente registra y muestra video y audio de la unidad.
- Modo de rendimiento: registra métricas de rendimiento, como 0 a 60 y aceleración de mph, velocidad de 1/4-mile y tiempo transcurrido, y 0-100-0 carreras de mph. El video se puede ver en la pantalla táctil a color de ocho pulgadas del Corvette Stingray (cuando el auto está estacionado), o se puede descargar a una computadora para editarlo y compartir videos a través de las redes sociales.

Los datos del vehículo PDR se pueden abrir en el software incluido "Cosworth Toolbox", que combina el análisis de datos de deportes de nivel profesional de Cosworth con una interfaz gráfica fácil de usar. La aplicación Cosworth Toolbox superpone las vueltas registradas en un mapa satelital habilitado para Bing de la pista, y presenta una interfaz fácil de usar para comparar las vueltas seleccionadas en detalle, para cualquier punto solicitado en la unidad. Las comparaciones incluyen trazas en las esquinas, velocidad del vehículo y fuerza en las curvas para ayudar a los conductores a mejorar su uniformidad de conducción y, en última instancia, los tiempos de vuelta.

## Corvette C7 Singray Z06 y Corvette C7 Z07

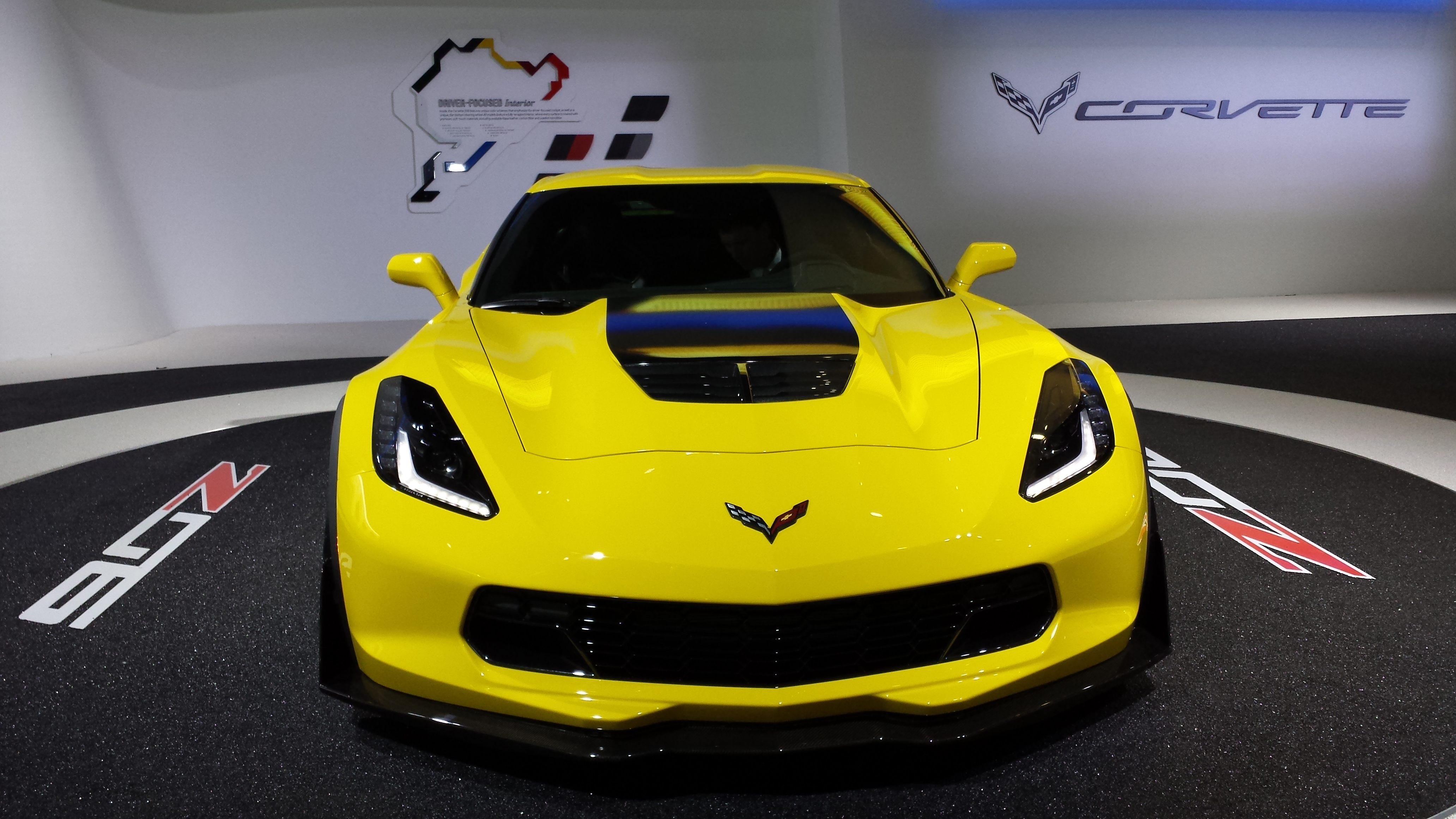
Corvette Stingray C7 Z06

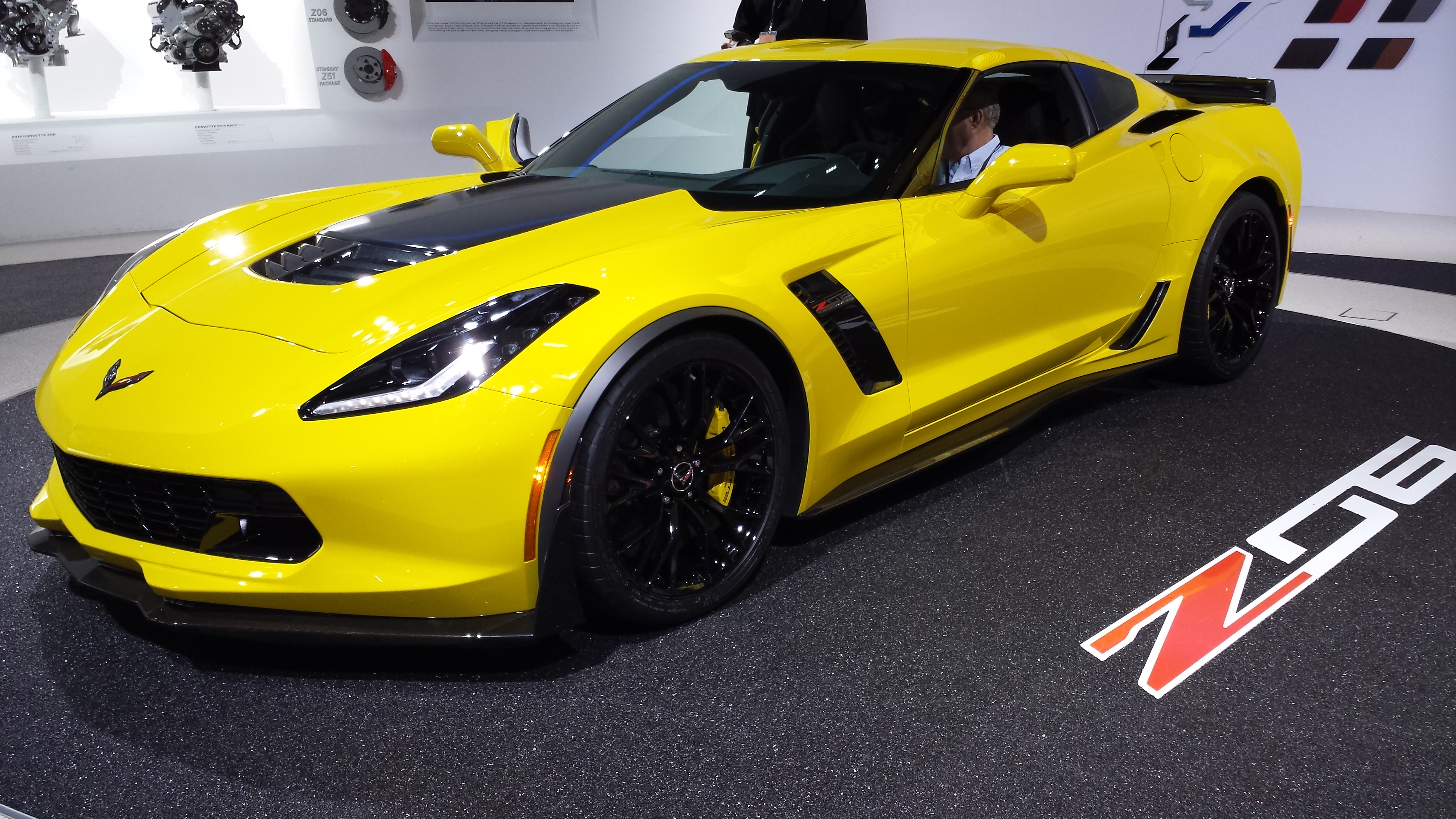
Corvette C7 Z06

El 2015 Chevrolet Corvette Z06 es una versión del Chevrolet Corvette Stingray con un 6.2L sobrealimentado y intercooled LT4 motor V8 con Rotocast A356T6 cilindros de aluminio y un 1,7 L Eaton R1740 TVS supercharger, que hace 650 hp y 650 lb-pie de torque. El Z06 está disponible con un manual de siete velocidades Tremec con tecnología de rev-matching o una transmisión automática de ocho velocidades Hydra-Matic 8L90 con paletas. También cuenta con un panel de techo de fibra de carbono extraíble, diseño de suspensión delantera y trasera de tipo SLA, amortiguadores de control magnético selectivo estándar, diferencial electrónico de deslizamiento limitado electrónico estándar (eLSD) integrado con control electrónico de estabilidad y sistemas de gestión de tracción de rendimiento 19x10 delantero y llantas traseras de 20x12 pulgadas de aluminio fundido en los neumáticos delanteros Michelin Pilot Sport P285 / 30ZR19 y 335 / 25ZR20 traseros, guardabarros extendidos de 56 mm en la parte delantera y 80 mm en la parte trasera, frenos Brembo (371x33mm delante y 365x25mm discos traseros de freno de acero de dos piezas, frenos delanteros de aluminio de seis pistones y pinzas fijas traseras de cuatro pistones), un separador frontal, asas alrededor de las aberturas de las ruedas delanteras, una capota de fibra de carbono única con ventilación más grande, aire sobre las entradas en los guardabarros traseros, un spoiler trasero más grande y aberturas traseras de la fascia que son más grandes que el Stingray. El patrón de malla rediseñado en el panel frontal permite un flujo de aire máximo al intercambiador de calor del intercooler del compresor, mientras que las entradas de enfriamiento de freno dedicadas y las salidas de rejilla más anchas en el fondo sirven como difusores de aire. Dentro de la Z06, hay una opción de 2 asientos del marco del magnesio (asiento de GT o un asiento del deporte de la competición con reforzar lateral más agresivo), una barra agarrador reforzada acero en la consola central para el pasajero, materiales suavemente-tacto en el borde de la consola, y un interior totalmente envuelto con materiales de toque suave (cuero Napa, aluminio, fibra de carbono y micro-gamuza dependiendo del nivel de acabado).

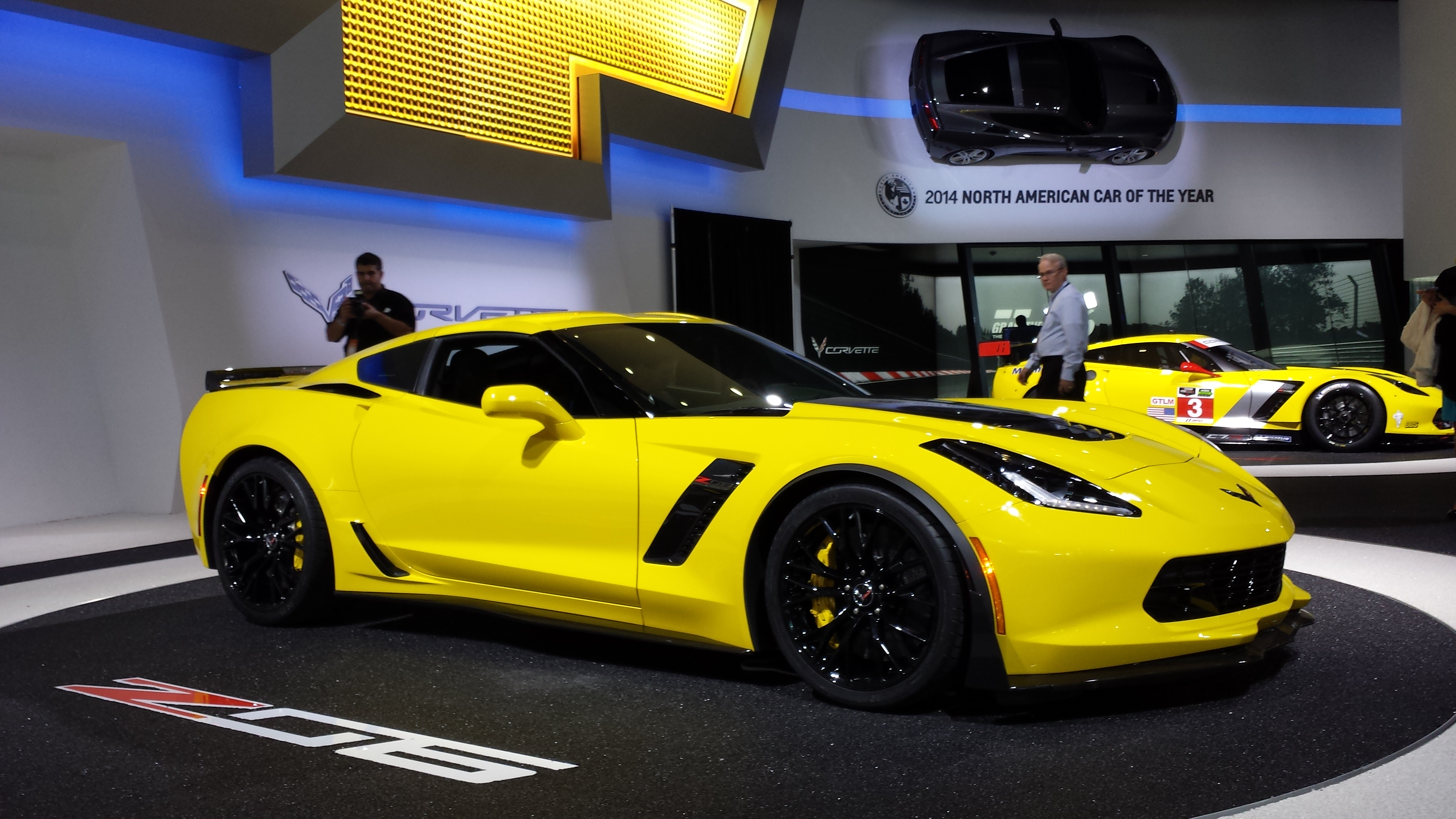
El 2015 Corvette Z06 en el North American International Auto Show

El paquete de rendimiento Z07 incluye Michelin Pilot Sport Cup 2 P285 / 30ZR19 delantero y 335 / 25ZR20 neumáticos traseros, 394x36mm delantero y 388x33mm trasero carbono matriz de cerámica discos de freno, un winglets más grande a la parte delantera divisor, más pronunciadas faldas laterales y un ajustable ver -a través de la sección central en el alerón trasero.
El paquete aero opcional de fibra de carbono (en negro o un acabado visible de fibra de carbono) agrega un divisor delantero de fibra de carbono con winglets de aviación, paneles de balancín de fibra de carbono y un alerón trasero más grande con un wickerbill fijo pestaña en el borde del spoiler que aumenta significativamente downforce.
El 2015 Corvette Z06 se dio a conocer en el 2014 América del Norte International Auto Show.

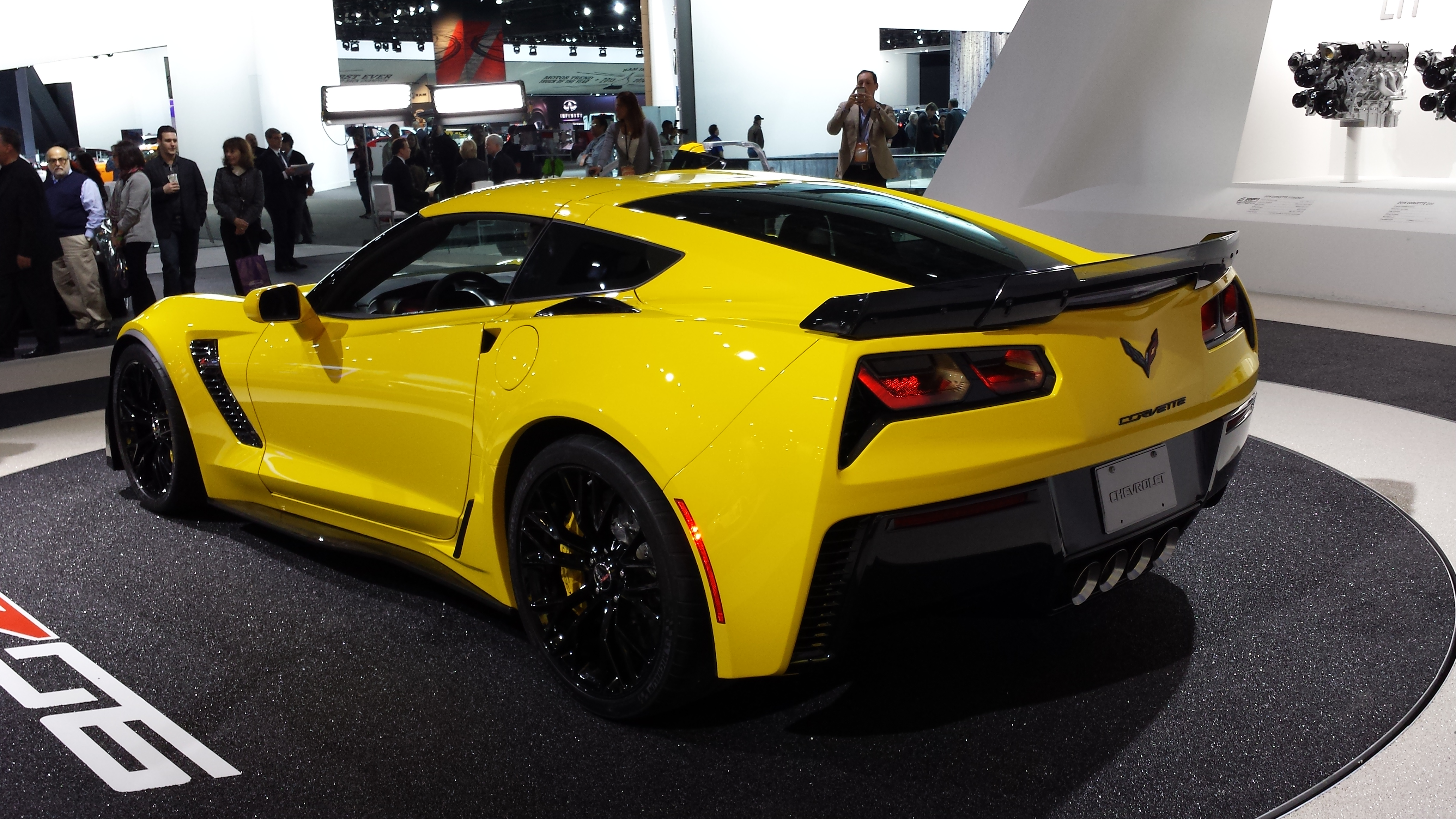
C7 Z06 Vista trasera

Modelo de EE. UU. se puso a salir a la venta en enero de 2015 como 2015 año modelo de vehículo con un precio base de 78 995 dólares.
Chevrolet ofrece a los compradores del Z06 la oportunidad de montar personalmente el motor usado en sus automóviles como parte de un paquete de 5.000. $ La velocidad máxima del Z06 oficial es 185 millas por hora (297,7 km/h).

## 2015 Corvette Z06 Convertible

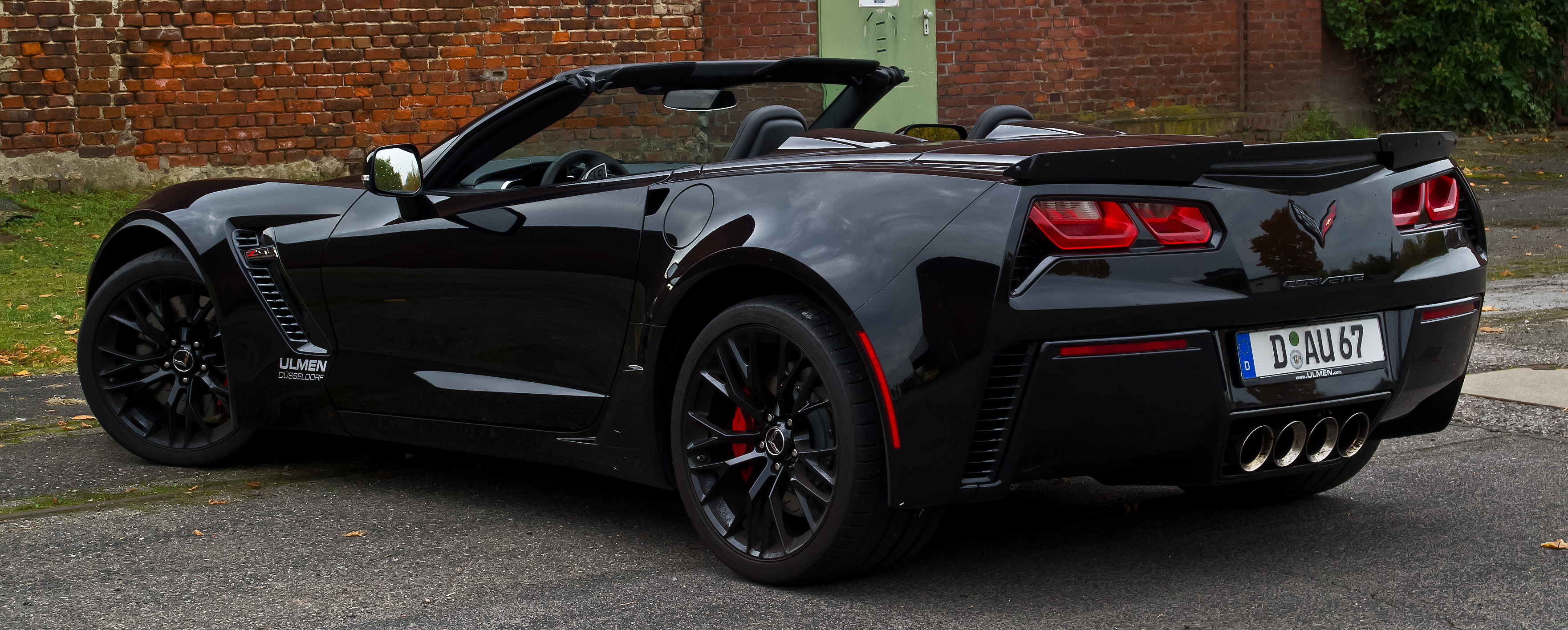
Chevrolet Corvette C7 Z06 Convertible vista trasera

El Corvette Z06 Cabrio incluye una parte superior abatible a una velocidad de conducción de hasta 50 km/h (31 mph), y montajes de cinturón de seguridad reposicionados.
El vehículo fue presentado en 2014 New York Auto Show.

## Paquete Corvette Stingray Atlantic Design 2015
El Corvette Stingray Atlantic Design Package 2015 está inspirado en el lujo y el rendimiento de los aviones privados que se ven en los destinos vacacionales europeos. Basado en los convertibles Corvette Stingray equipados con Z51 con adornos 2LT o 3LT, los cambios incluyen divisor frontal estilo Z06, respiraderos exteriores Shark Grey, gráfico de "aguijón" de capucha e inserciones tonneau; ruedas de torque cromadas con tapas centrales Stingray, forro interior y tapetes Stingray, protectores contra salpicaduras personalizados, marco de matrícula trasera y tapas del vástago de la válvula del logotipo; equipaje personalizado.

## Paquete Corvette Stingray Pacific Design 2015
2015 Corvette Stingray Pacific Design Package está inspirado en los conductores de la Costa Oeste que asisten a los eventos de atletismo de fin de semana. Basado en el Corvette Stingray coupé equipado con Z51, con adornos 2LT y 3LT, los cambios incluyen opciones de 5 colores de cuerpo (Torch Red, Black, Arctic White, Blade Silver y Shark Grey), rayas negras satín de larga duración, negro satinado Z51 ruedas con banda roja y tapas centrales Stingray, paquete de efectos de tierra de fibra de carbono "CFZ" y panel de techo visible de fibra de carbono, alerón trasero Carbon Flash, retrovisores exteriores e insignias exteriores; pinzas de freno rojas, asientos deportivos de competición en rojo o negro, molduras interiores de fibra de carbono, placas de umbral Stingray y alfombrillas Stingray; protectores de salpicaduras personalizados y marco de matrícula trasera, cubierta interior del coche (gris).

## Chevrolet Corvette C7. R

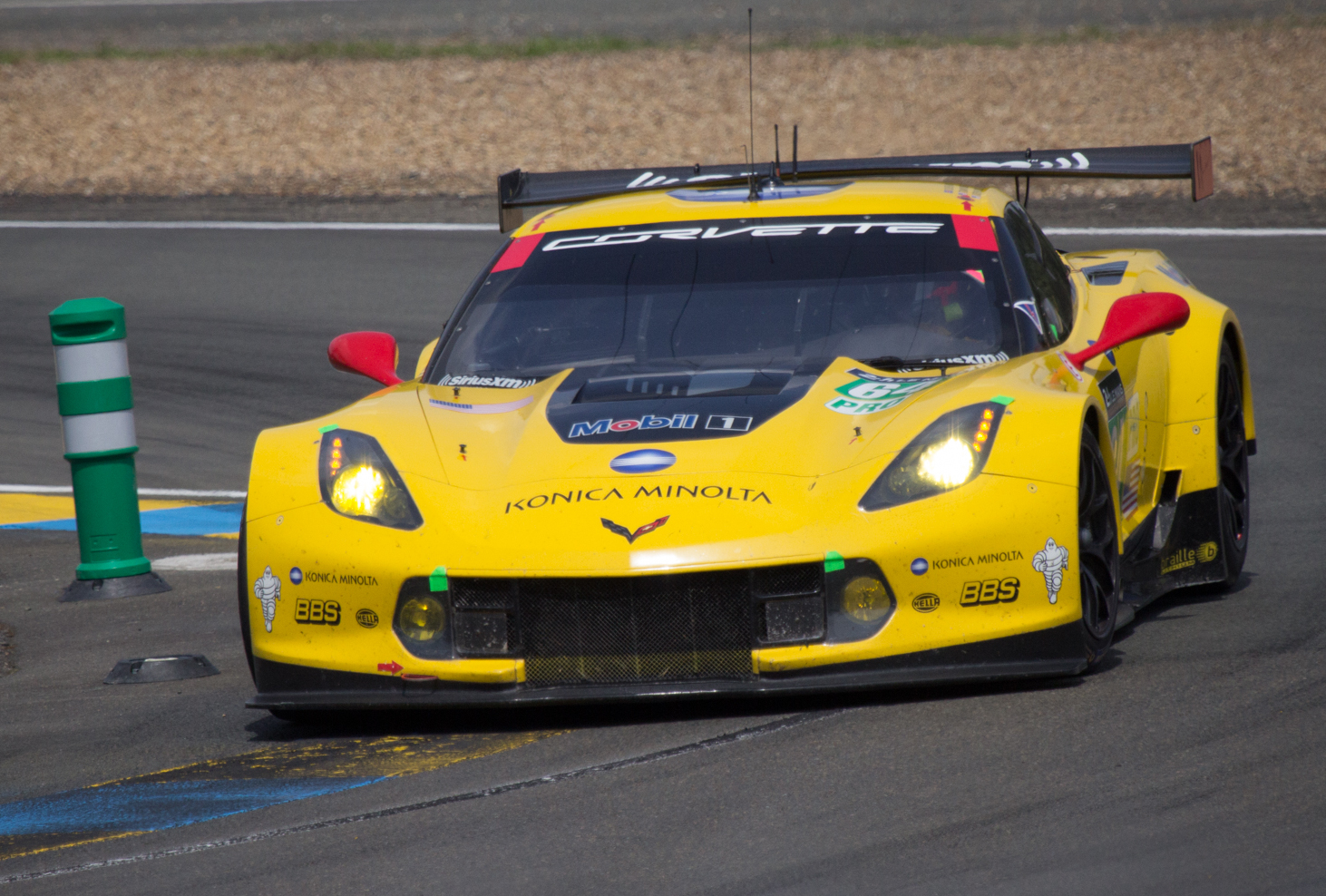
Corvette C7.R

El Corvette C7. R es la versión de carreras del Corvette Z06 2015. Se ha modificado para aumentar la refrigeración y la carga aerodinámica, incluidos los divisores frontales similares, los paneles basculantes y los conductos de refrigeración de los frenos delanteros y traseros; un motor atmosférico de 5.5 litros, suspensión modificada para acomodar neumáticos de carreras más anchos y frenos más grandes, aberturas de entrada de aire en cada uno de los paneles traseros superiores a los conductos de los frenos, ala trasera y entrada de radiador más grande.
El vehículo fue probado en 2013 Rolex Monterey Motorsports Reunion.
El vehículo fue presentado en 2014 North American International Auto Show.

## Cambios para 2015
GM ha publicado los siguientes cambios para 2015
- Una versión transaxle de la 8L90 Automático de 8 velocidades reemplazó a las 6 velocidades anteriores 6L80.[43][44]
- 2.41 relación de eje trasero de deslizamiento limitado para los automóviles no Z51 equipados con el 8AT (los autos Z51 retienen el juego de engranajes 2.73) lo que le da un 0-60 de 3.7 segundos
- Datos de rendimiento y registrador de video opcional
- Dos colores retirados (Cyber Gray Metallic y Lime Rock Green Metallic)
- Se agregaron dos colores (Shark Gray Metallic y Daytona Orange Metallic, este último tiene un costo adicional)
- Estándar del paquete interior superior demandado con paquete de orden 3LT
- Cambios en los códigos RPO para las radios: eliminación de la radio HD
- OnStar con 4G LTE
- Paquete de apariencia ZF1 para automóviles que no son Z51 (proporciona ruedas Z51 y alerón trasero de ancho completo)
- Estándar de escape de modo dual en los autos Z51
- Nuevas ruedas opcionales en automóviles que no son Z51
- Paquete exterior de fibra de carbono

## Modelo 2016

### Producción
Un cambio de producción a mediados de año implica la eliminación progresiva de 4 colores exteriores y la adición de 1:
- (G1H) Daytona Sunrise Orange Metallic eliminado en diciembre de 2015
- (GXH) Night Race Blue eliminado en enero de 2016
- (G1B) Shark Gray eliminado en mayo de 2016
- (G7H) Laguna Blue eliminó el final del año modelo 2016.
- (GTR) En un movimiento raro, GM permitió que Admiral Blue, un color 2017 se presente al final de la producción de 2016. Se pintaron un total de 336 corbetas Admiral Blue - 221 Stingrays y 115 Z06s.

Números de producción final 2016 lanzados el 22 de julio de 2016.
|                 | Stingray Coupe | Stingray Convertible | Z06 Coupe | Z06 Convertible | Totales |
| --------------- | -------------- | -------------------- | --------- | --------------- | ------- |
| Total de Modelo | 21 387         | 5027                 | 11 543    | 2732            | 40 689  |
| % de total      | 52.6 %         | 12.4 %               | 28.4 %    | 6.7 %           | 100 %   |

### 2016 combinaciones de pintura / recorte
La planta ha presentado combinaciones de colores en varios lugares, las imágenes de estas estadísticas se han publicado en foros públicos y están representados en las tablas a continuación.

#### Stingray
|                 | Espada Plata Metálico | Negro | Ártico Blanco | Antorcha Roja | Corvette Racing Amarillo | Largo Playa Rojo Metálico | Tiburón Gris | Night Race Azul | Almirante Azul Metálico | Daytona Naranja | Laguna Azul | Total  |
| --------------- | --------------------- | ----- | ------------- | ------------- | ------------------------ | ------------------------- | ------------ | --------------- | ----------------------- | --------------- | ----------- | ------ |
| Negro Azabache  | 1082                  | 3233  | 2233          | 2838          | 1270                     | 1081                      | 1980         | 274             | 183                     | 471             | 1534        | 16 179 |
| Adrenaline Red  | 385                   | 646   | 2601          | 955           | 8                        | 11                        | 448          | 13              | 1                       | 0               | 40          | 5108   |
| Gris            | 246                   | 110   | 226           | 134           | 44                       | 205                       | 449          | 135             | 30                      | 34              | 508         | 2121   |
| Kalahari        | 34                    | 137   | 367           | 194           | 61                       | 645                       | 375          | 144             | 6                       | 141             | 192         | 2296   |
| Brownstone      | 2                     | 24    | 14            | 6             | 9                        | 31                        | 9            | 6               | 1                       | 16              | 11          | 129    |
| Crepúsculo Azul | 39                    | 0     | 176           | 0             | 0                        | 0                         | 8            | 34              | 0                       | 0               | 0           | 257    |
| Spice Red       | 15                    | 0     | 44            | 0             | 0                        | 239                       | 26           | 0               | 0                       | 0               | 0           | 324    |
| Total           | 1803                  | 4150  | 5661          | 4127          | 1392                     | 2212                      | 3295         | 606             | 221                     | 662             | 2285        | 26 414 |

#### Z06
|                 | Espada Plata Metálico | Negro | Ártico Blanco | Antorcha Roja | Corvette Racing Amarillo | Largo Playa Rojo Metálico | Tiburon Gris | Night Race Azul | Almirante Azul Metálico | Daytona Naranja | Laguna Azul | Total  |
| --------------- | --------------------- | ----- | ------------- | ------------- | ------------------------ | ------------------------- | ------------ | --------------- | ----------------------- | --------------- | ----------- | ------ |
| Negro Azabache  | 341                   | 2200  | 1081          | 1262          | 1212                     | 448                       | 953          | 87              | 96                      | 174             | 854         | 8708   |
| Adrenaline Red  | 256                   | 444   | 1272          | 563           | 19                       | 12                        | 307          | 15              | 2                       | 0               | 50          | 2940   |
| Gris Oscuro     | 88                    | 58    | 85            | 53            | 22                       | 108                       | 233          | 37              | 11                      | 29              | 250         | 974    |
| Kalahari        | 23                    | 86    | 111           | 103           | 63                       | 268                       | 212          | 52              | 3                       | 90              | 105         | 1116   |
| Brownstone      | 5                     | 5     | 15            | 3             | 8                        | 23                        | 17           | 6               | 1                       | 10              | 14          | 107    |
| Crepúsculo Azul | 28                    | 7     | 110           | 0             | 0                        | 0                         | 13           | 32              | 2                       | 0               | 27          | 219    |
| Spice Red       | 11                    | 0     | 33            | 0             | 0                        | 153                       | 14           | 0               | 0                       | 0               | 0           | 211    |
| Total           | 752                   | 2800  | 2707          | 1983          | 1324                     | 1012                      | 1749         | 229             | 115                     | 303             | 1300        | 14 274 |

## Twilight Blue Design Package (ZLD)
Disponible en modelos de ajuste 3Lx. Incluye panel de instrumentos, puertas y asientos a todo color Twilight Blue, paquete de credencial Chrome (EYK) y respiraderos exteriores pintados con gris tiburón. Los modelos convertibles incluyen inserciones tonteras Blue Top con Shark Gray. También hay una franja de longitud completa tricolor disponible. Disponible en (G1B) Shark Gray Metallic, (G8G) Arctic White, (GAN) Blade Silver Metallic o (GXH) Night Race Blue Metallic colores exteriores.
3LT Stingray también incluye:
- (R86) Llantas de aluminio pulido de competición: 19 "delante y 20" detrás.
- (J6A) Pinzas de color negro
- Ala del spoiler trasero en modelos Stingray sin Z51 Performance Package.

3LZ Z06 también incluye:
- (Q8U) Z06 cuchilla de 10 radios Ruedas de aluminio con recubrimiento de níquel perlado: 19 "en la parte delantera y 20" en la parte trasera.
- (J6A) Pinzas de color negro (Cuando se piden con el paquete Z07, las pinzas cambian a pinzas de color gris oscuro (J6D)).

Números de producción de Twilight Blue lanzados el 22 de julio de 2016
|                 | Stingray Coupe | Stingray Convertible | Z06 Coupe | Z06 Convertible | Totales |
| --------------- | -------------- | -------------------- | --------- | --------------- | ------- |
| Total de Modelo | 105            | 152                  | 43        | 71              | 371     |

## Spice Red Design Package (ZLE)
Disponible en modelos de ajuste 3Lx. Incluye el interior a todo color Spice Red, el paquete de insignia cromada (EYK) y los respiraderos exteriores pintados con gris tiburón (el color exterior rojo de Long Beach viene con respiraderos exteriores pintados de carbono estándar). Los modelos convertibles incluyen Spice Red Top. Disponible en (G1E) Long Beach Red, (G1B) Shark Gray Metallic, (G8G) Arctic White, (GAN) Blade Silver Colores exteriores metálicos.
3LT Stingray también incluye:
- (R86) Llantas de aluminio pulido de competición: 19 "delante y 20" detrás.
- Ala del spoiler trasero en modelos Stingray sin Z51 Performance Package.

3LZ Z06 también incluye:
- (Q8U) Z06 cuchilla de 10 radios Ruedas de aluminio con recubrimiento de níquel perlado: 19 "en la parte delantera y 20" en la parte trasera.
- (J6K) Pinzas de color Spice Red (Cuando se piden con el paquete Z07, las pinzas cambian a pinzas de color gris oscuro (J6D))

Números de producción de Spice Red lanzados el 22 de julio de 2016
|                 | Stingray Coupe | Stingray Convertible | Z06 Coupe | Z06 Convertible | Totals |
| --------------- | -------------- | -------------------- | --------- | --------------- | ------ |
| Total de Modelo | 128            | 196                  | 127       | 84              | 535    |

## Jet Black Sueded Design Package (ZLG)
Disponible en modelos de ajuste 3Lx. Incluye interior en negro azabache con detalles en microfibra gamuza en el panel de instrumentos, las puertas y los insertos de los asientos. Cambió el volante y la palanca de cambios envueltos en microfibra. Bisel de panel de instrumentos de fibra de carbono de alto brillo. (EYT) Carbon Flash Badge Package. Los modelos convertibles incluyen Black Top. Disponible en (GBA) Negro, (GKZ) Torch Red, (G8G) Arctic White, (GAN) Blade Silver Colores exteriores metálicos. Incluye pinzas de freno rojas (J6F) junto con un extractor de capucha Satin Black y un gráfico de agujeta de capucha.
3LT Stingray también incluye:
- Requiere control magnético de desplazamiento selectivo.
- (R87) Ruedas de aluminio negro satinado estilo Z51 con franja roja: 19 "delante y 20" atrás.
- Ala del spoiler trasero en modelos Stingray sin Z51 Performance Package.

3LZ Z06 también incluye:
- (Q9B) Z06 Ruedas de aluminio negro satinado con franja roja - 19 "delante y 20" atrás

Números de producción de Jet Black lanzados el 22 de julio de 2016
|                 | Stingray Coupe | Stingray Convertible | Z06 Coupe | Z06 Convertible | Totales |
| --------------- | -------------- | -------------------- | --------- | --------------- | ------- |
| Total de Modelo | 185            | 76                   | 143       | 50              | 454     |

## Chevrolet Corvette Z06 C7. R Edition (ZCR)

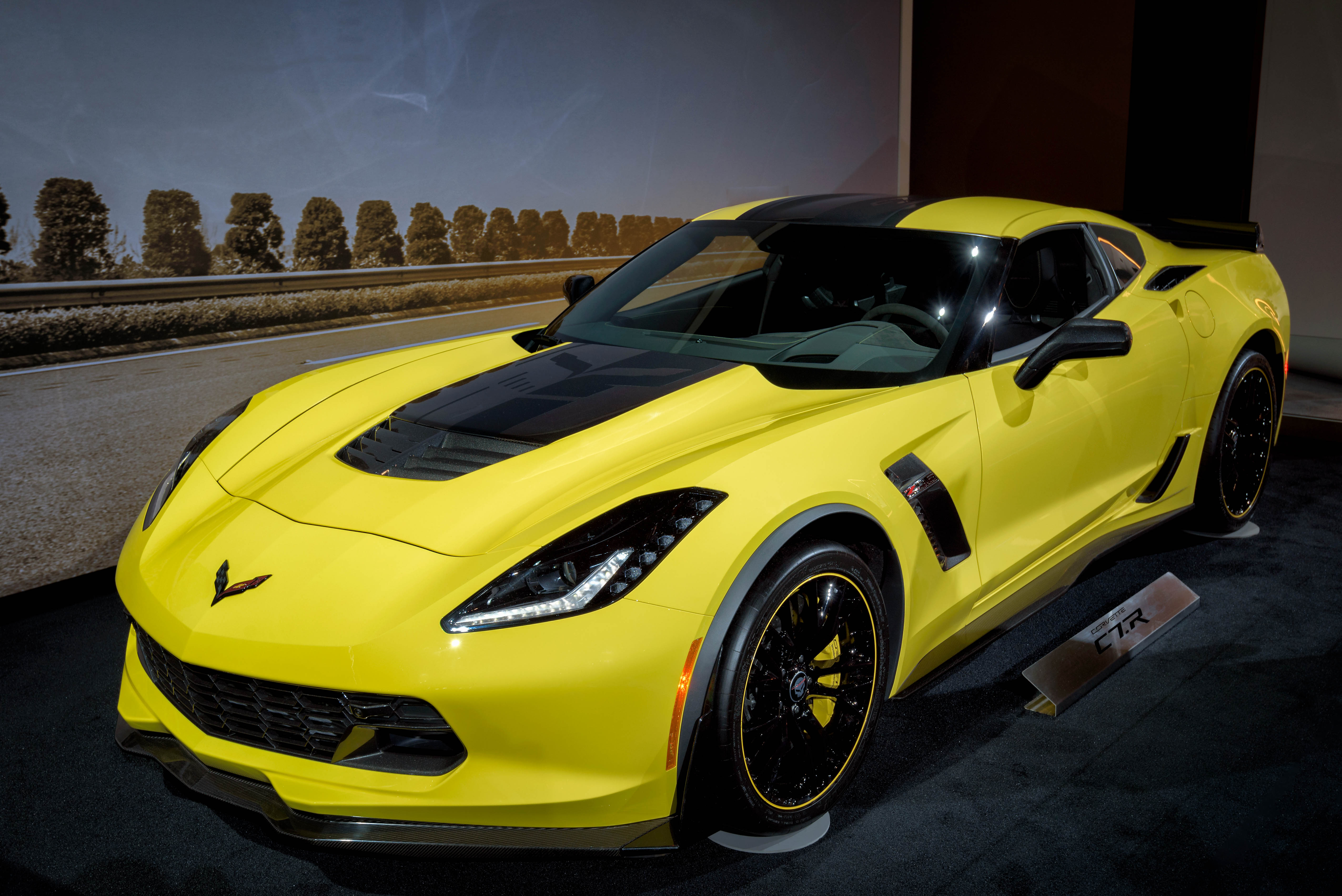
Chevrolet Corvette Z06 C7.R Edition

Disponible solo con el ajuste 3LZ. La Z06 C7. R Edition es principalmente un paquete de apariencia. Las características interiores incluidas son: cuero Jet Black tapizado y gamuza interior, asientos deportivos de competición, volante y palanca de cambios envueltos en gamuza, costuras amarillas en contraste, paquete interior de fibra de carbono, placa interior C7. R edición limitada (incluye victorias de carreras) y travesaño Corvette Racing platos. En el exterior encontrará (Q9C) Black Z06 Wheels con rayas amarillas, pinzas de freno amarillas, tapas centrales Corvette Racing, paquete de fibra de carbono visible, inserto de campana de fibra de carbono visible, rejillas y ventilaciones Spectra Gray, paquete de gráficos C7. R (campana la raya incluye el logotipo de Jake Corvette Racing), la cubierta única para interiores del automóvil con C7. R Racing Graphics y el Z07 Performance Package con frenos de carbono y cerámica. Disponible en (GBA) negro o (GC6) Corvette Racing Yellow colores exteriores. Incluirá su propio VIN secuencial a partir de 700001. Se producirán solo 500 unidades.
Números de producción C7. R publicados el 22 de julio de 2016
|                 | Stingray Coupe | Stingray Convertible | Z06 Coupe | Z06 Convertible | Totales |
| --------------- | -------------- | -------------------- | --------- | --------------- | ------- |
| Total de Modelo | 0              | 0                    | 570       | 80              | 650     |